# پرسی المشتت
پرسی المشتت (انگلیسی: Percy Almstedt; ۳۰ نوامبر ۱۸۸۸ – ۲۹ اکتبر ۱۹۳۷) قایقران، و قایقران قایق بادبانی اهل سوئد بود.